# Ricardo Pires
Ricardo Pires Santos Júnior (* 22. September 1987 in Rio de Janeiro), auch einfach nur Ricardo Pires genannt, ist ein brasilianischer Fußballspieler.

## Karriere
Ricardo Pires erlernte das Fußballspielen in der Jugendmannschaft von CR Vasco da Gama im brasilianischen Rio de Janeiro. Seinen ersten Vertrag unterschrieb er 2006 beim Barcelona EC in Rio. Nachdem der Vertrag Ende 2006 ausgelaufen war, war er das Jahr 2007 vertrags- und vereinslos. 2008 ging er nach Kolumbien, wo er sich dem Depor Aguablanca FC aus Cali anschloss. Nach einem halben Jahr ging er Mitte 2008 nach Deutschland. Hier unterschrieb er einen Vertrag bei den Sportfreunden Siegen. Mit dem Verein aus Siegen spielte er in der fünften Liga, der NRW-Liga. Nach Saisonende wechselte er Mitte 2009 nach Portugal zum CD Tondela nach Tondela. Mit Tondela spielte er in der dritten portugiesischen Liga. 2011 kehrte er in seine Heimat zurück. Hier spielte er bis 2013 für Independência FC, Rio Branco AC und den Sinop FC. Das erste Halbjahr 2014 war er vertrags- und vereinslos. Mitte 2014 ging er wieder nach Portugal. Hier spielte er bis Jahresende für Lusitano FCV. Das erste Halbjahr 2015 spielte er wieder für den brasilianischen Verein Rio Branco AC. Mitte 2015 kehrte er zu seinem vorherigen Verein Lusitano FCV zurück. Bis 2018 stand er für die portugiesischen Vereine Anadia FC, SC Farense, SB Castelo Branco, AC Marinhense und dem Sertanense FC auf dem Spielfeld. Anfang 2019 zog es ihn nach Asien. Hier verpflichtete ihn der Samut Sakhon FC. Der Verein aus Samut Sakhon spielte in der zweiten Liga des Landes, der Thai League 2. Nach der Hinserie ging er nach Mexiko. Hier nahm ihn der Zweitligist Potros UAEM aus Toluca de Lerdo unter Vertrag. ADR Jicaral, ein Verein aus Costa Rica, nahm ihn Anfang 2020 unter Vertrag. Der Verein aus Puntarenas spielte in der ersten Liga, der Liga de Fútbol de Primera División. Mitte 2020 ging er wieder nach Europa, wo er in Malta einen Vertrag bei Tarxien Rainbows unterzeichnete. Mit dem Klub aus Tarxien spielt er in der höchsten maltesischen Liga, der Maltese Premier League. Zu Beginn der Saison 2021/22 kehrte er nach Thailand zurück. Hier unterzeichnete er einen Vertrag beim MH Khon Surat City FC. Der Verein aus Surat Thani spielte in der dritten Liga, der Thai League 3. Hier trat er mit MH in der Southern Region an. Nach einem halben Jahr verließ er Thailand und ging nach Portugal. Hier unterschrieb er einen Vertrag beim FC Barreirense. Hier stand er bis Mitte September 2022 unter Vertrag. Von Mitte September 2022 bis Juli 2023 spielte er bei den griechischen Drittligisten Doxa Dramas und APS Zakynthos. Über die Stadion CD Monte Carlo aus Macau, wo er im August 2023 unter Vertrag stand, wechselte er Ende August 2023 zum indonesischen Zweitligisten Persiraja Banda Aceh. Nach vier Spielen wurde sein Vertrag Ende Oktober 2023 wieder aufgelöst. Ende Dezember 2023 ging er wieder nach Thailand, um einen Vertrag beim Zweitligisten Dragon Pathumwan Kanchanaburi FC zu unterschreiben. Am 15. Juni 2024 stand er mit Kanchanaburi im Finale des FA Cup. Das Spiel gegen den Erstligisten Bangkok United verlor man nach Elfmeterschießen. Nach 16 Ligaspielen, in denen er neun Treffer erzielte, wechselte er Ende Juli 2024 zum ebenfalls in der zweiten Liga spielenden Kasetsart FC. Nach zwei Ligaspielen für den Verein aus der Hauptstadt Bangkok wechselte er Ende September 2024 nach Malaysia, wo er sich dem Erstligisten Negeri Sembilan FC anschloss. Nach einer Spielzeit kehrte er im August 2025 nach Thailand zurück. Hier schloss er sich in Khon Kaen dem Drittligisten Khon Kaen FC an. Mit dem Verein spielt er in der North/Eastern Region der Liga.

## Erfolge
Dragon Pathumwan Kanchanaburi FC
- Thailändischer Pokalfinalist: 2023/24